# Канреи
Канреи (јап. 管領) је јапански термин који означава највишег службеника шогунове владе (бакуфу) у периоду Муромачи (1336-1573), који је вршио извршну власт у државној управи: обично се преводи као шогунов заменик. Иако је власт канреија била слична оној коју су вршили регенти (шикен) из шогуната Камакура (1185−1333), канреи никада нису успели да прузму власт над шогунима Ашикага, нити је титула била монополизована у једној породици.

## Историја
Титулу канреи (заменик шогуна) створио је 1352. године Ашикага Такауџи (први шогун династије Ашикага) унапређењем раније титуле главног управника (шицуџи). Канреи је председавао најважнијим институцијама државне управе шогуната Ашикага:
- Савет намесника (шуго-јориај), састављен од војних гувернера (шуго) најважнијих провинција, који су имали обавезу да станују у Кјоту.  Преко њих су шогунова наређења преношена у провинције, а шогун добијао извештаје из провинција. Међутим, власт намесника над провинцијама нагло је опала после Онинског рата (1467-1477), када су их заменила локална војничка властела - даимјо.
- Савет вазала (самурај-докоро), састављен од директних вазала клана Ашикага, који је вршио полицијске дужности у Кјоту и управљао матичном провинцијом Јамаширо.
- Канцеларија за судство (хикицуке-шу),
- Савет за администрацију (мандокоро), попуњаван из редова наследних чиновничких породица (буђонин-шу). Преко овог тела управљали су шогуни када су желели да заобиђу заменике.
- Канцеларија за чување докумената (мончуџо),
- Шогунова гарда (хокошу), у почетку под директном командом самог шогуна, састојала се од ратника који су добијали земљу на шогуновим личним поседима у замену за војну службу у престоници. Њихов број на врхунцу није прелазио 2.000-3.000 људи.

Савет намесника и савет вазала биле су далеко најважније институције у надлежности шогуновог намесника: први је вршио шогунову власт у провинцијама, а други у престоници. Међутим, власт шогуната у провинцијама постепено је опадала, и до средине 16. века спала је на Кјото и непосредну околину.
Титула шогуновог заменика била је резервисана за чланове три аристократске породице у сродству са династијом Ашикага: Хосокава, Шиба и Хатакејама (познате као Санкан − три канреија), које су се смењивале на положају. Ове три породице су уз породице Јамана, Кјогоку, Акамацу, Ишики и Токи давале и војне гувернере (шуго) у провинцијама. После 1441. клан Шиба је знатно ослабио, па су се на положају смењивале две преостале породице, а после Онинског рата (1467−1477) положај је монополизово клан Хосокава. Последњи заменик, Хосокава Уџицуна (умро 1564), збачен је од својих бивших вазала (клан Мијоши и Мацунага Хисахиде) који су убили шогуна Ашикага Јошитеру-а (1565), а Ода Нобунага је приликом обнове шогуната 1568. одбио да прими ову титулу.